# Playa del Cabañal
La Playa del Cabañal (en valenciano Platja del Cabanyal) es una playa de arena fina y dorada, de carácter urbano, situada en la ciudad de Valencia (España).
Está bordeada por un extenso paseo marítimo con numerosos y amplios locales -antiguas casas de baño- que ofrecen una sugerente oferta en alojamiento y gastronomía local.

## Descripción
Limita al norte con la playa de la Malvarrosa y al sur con el puerto de Valencia.
Dispone de todo tipo de servicios, así como de áreas deportivas y de juegos para niños. Las buenas temperaturas de Valencia hacen que esté animada durante la mayor parte del año. Es, además, uno de los lugares de ocio nocturno más frecuentado entre los meses de abril y octubre.
Su nombre oficial es Playa del Cabanyal, aunque también es conocida popularmente como Playa de las Arenas debido al antiguo Balneario de las Arenas, característico edificio que imita un templo griego, actualmente convertido en hotel, que era un lugar de encuentro para la burguesía valenciana de finales del siglo XIX y principios del XX.
Grandes e ilustres personalidades del mundo cultural de la época recalaron en sus términos, desde el famoso pintor Joaquín Sorolla, el cual retrató en esta playa sus pinturas costumbristas para Royal society de New York, pasando por escritores como Vicente Blasco Ibañez, con su novela Flor de Mayo, o escultores como José Benlliure, que recibieron la inspiración de sus aguas cristalinas y su gentes dedicadas en su mayoría a la pesca en su imponente lonja del pescado y su Casa dels Bous.
Otro dato a destacar es que el Levante Unión Deportiva recibe su nombre debido a que nació en esa playa, ya que era donde jugaban los jugadores.